# 全国县级协会
全國縣級協會（英語：The National Association of Counties，縮寫NACo）是一個代表美国縣政府的組織。

## 外部連結
- 美國縣協會官網 （页面存档备份，存于）